# Dodenlantaarn

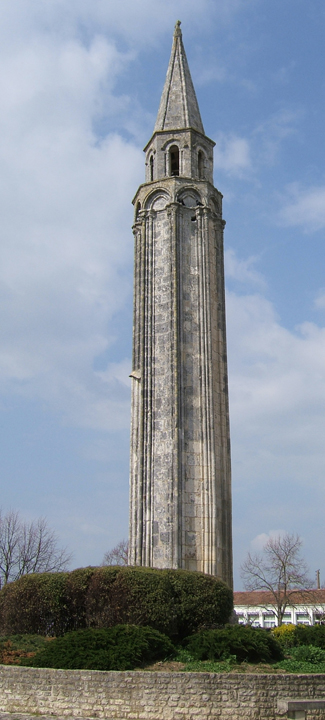
Dodenlantaarn in Saint-Pierre-d'Oléron (Charente-Maritime), de hoogste van Frankrijk (23 m)

Een dodenlantaarn (Frans: Lanterne des morts) is een gemetselde uitvaartstoren, een bouwwerk ter uitgeleide van overledenen dat in Frankrijk in verschillende vormen gevonden kan worden en meestal is uitgevoerd als een slanke toren. 
De constructie is hol en heeft een bovenbouw met minstens drie openingen. Hierin wordt bij het vallen van de avond een licht gehesen - meestal met een katrolsysteem - dat verondersteld wordt als gids te dienen voor de zielen van overledenen.

## Afbeeldingen

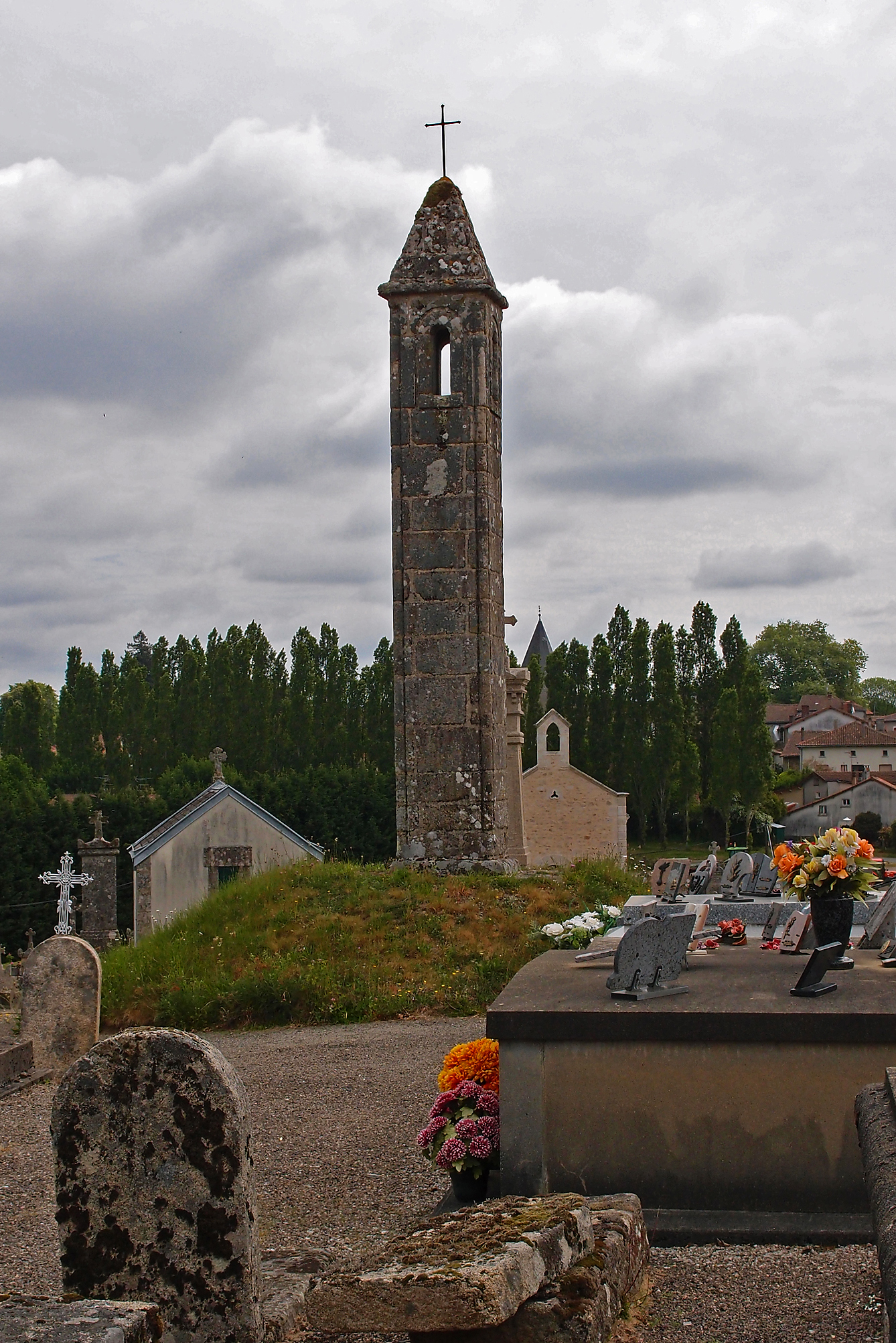
In Cognac-la-Forêt
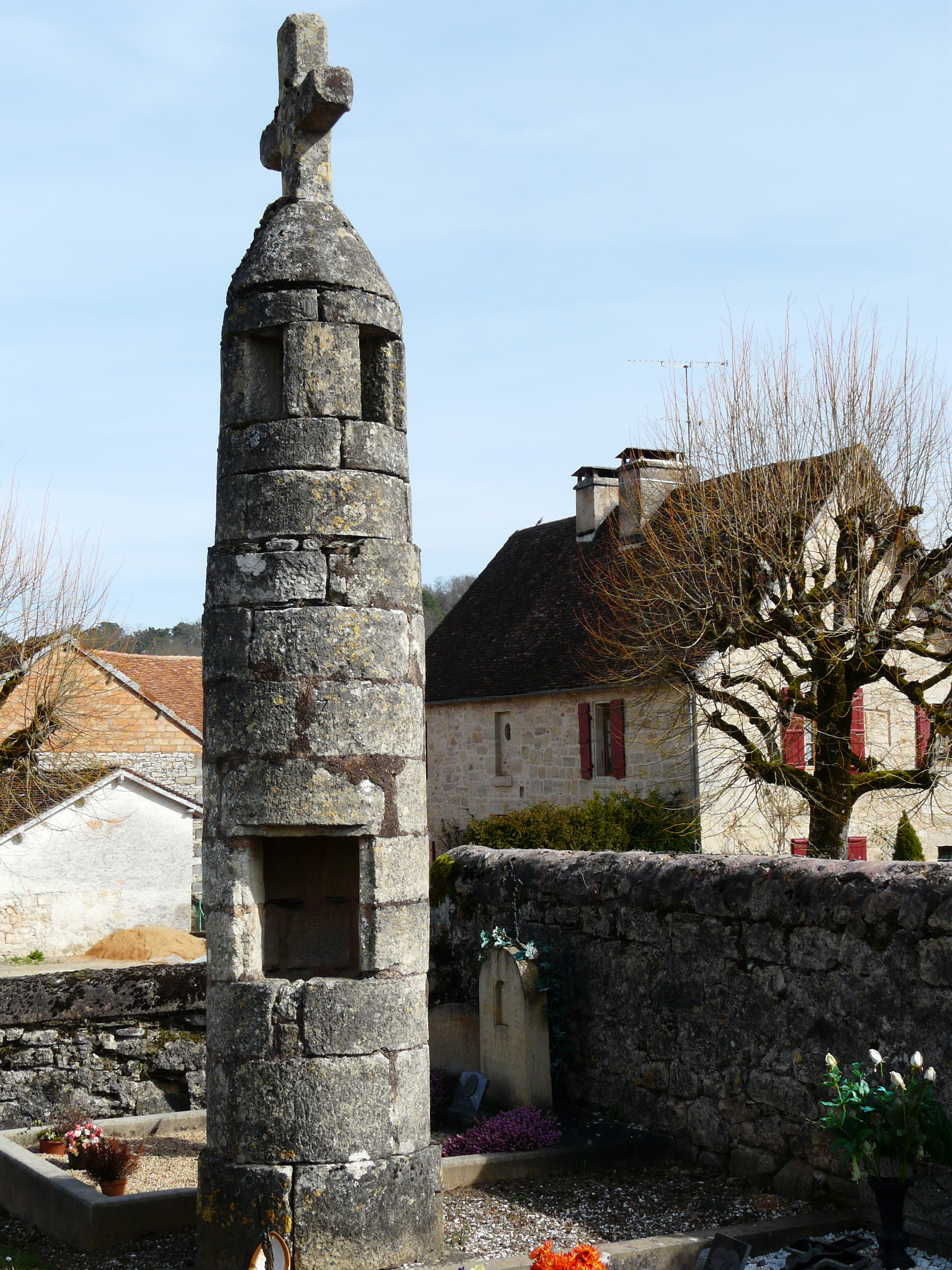
In Cherveix-Cubas
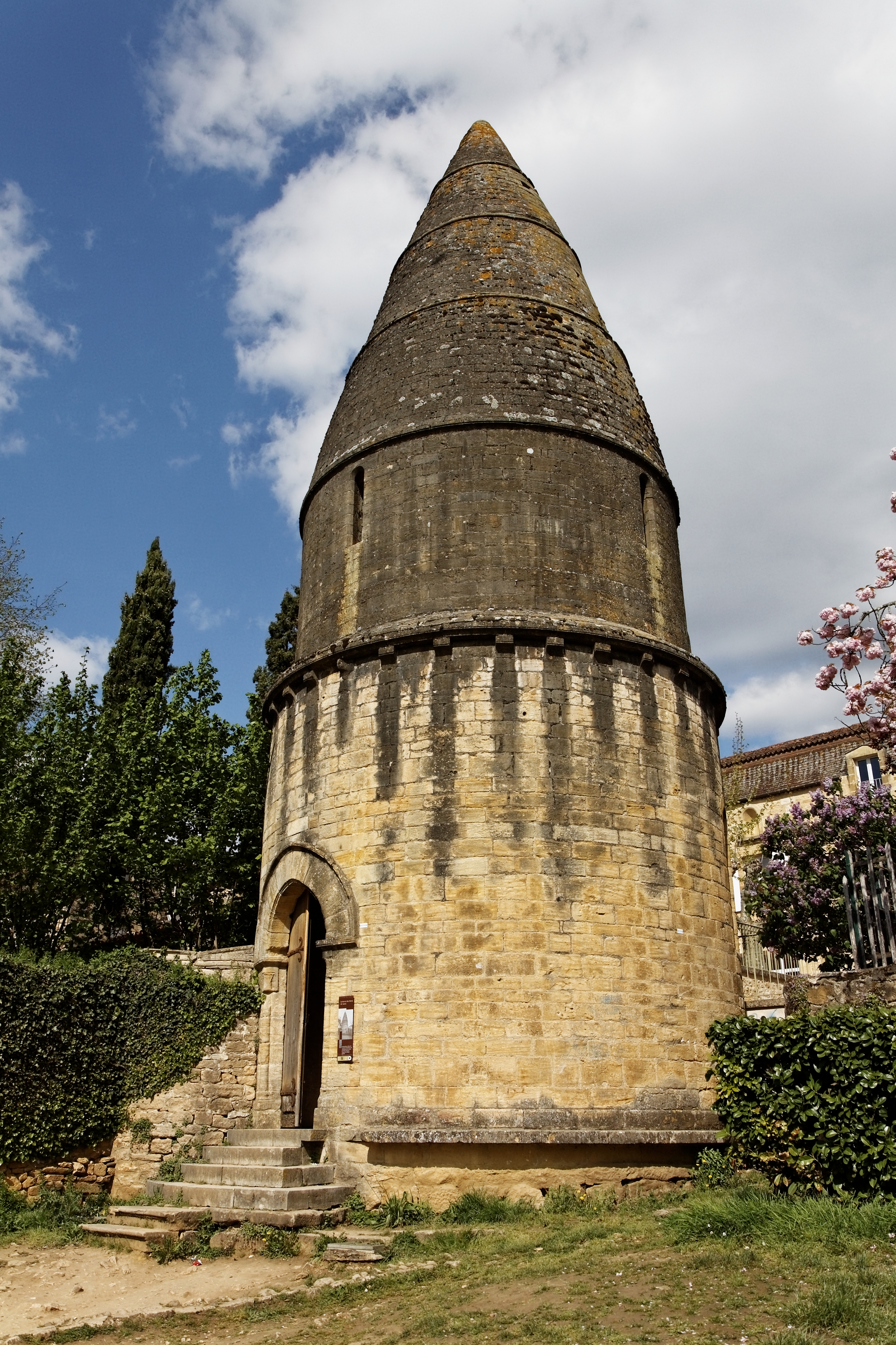
In Sarlat-la-Canéda
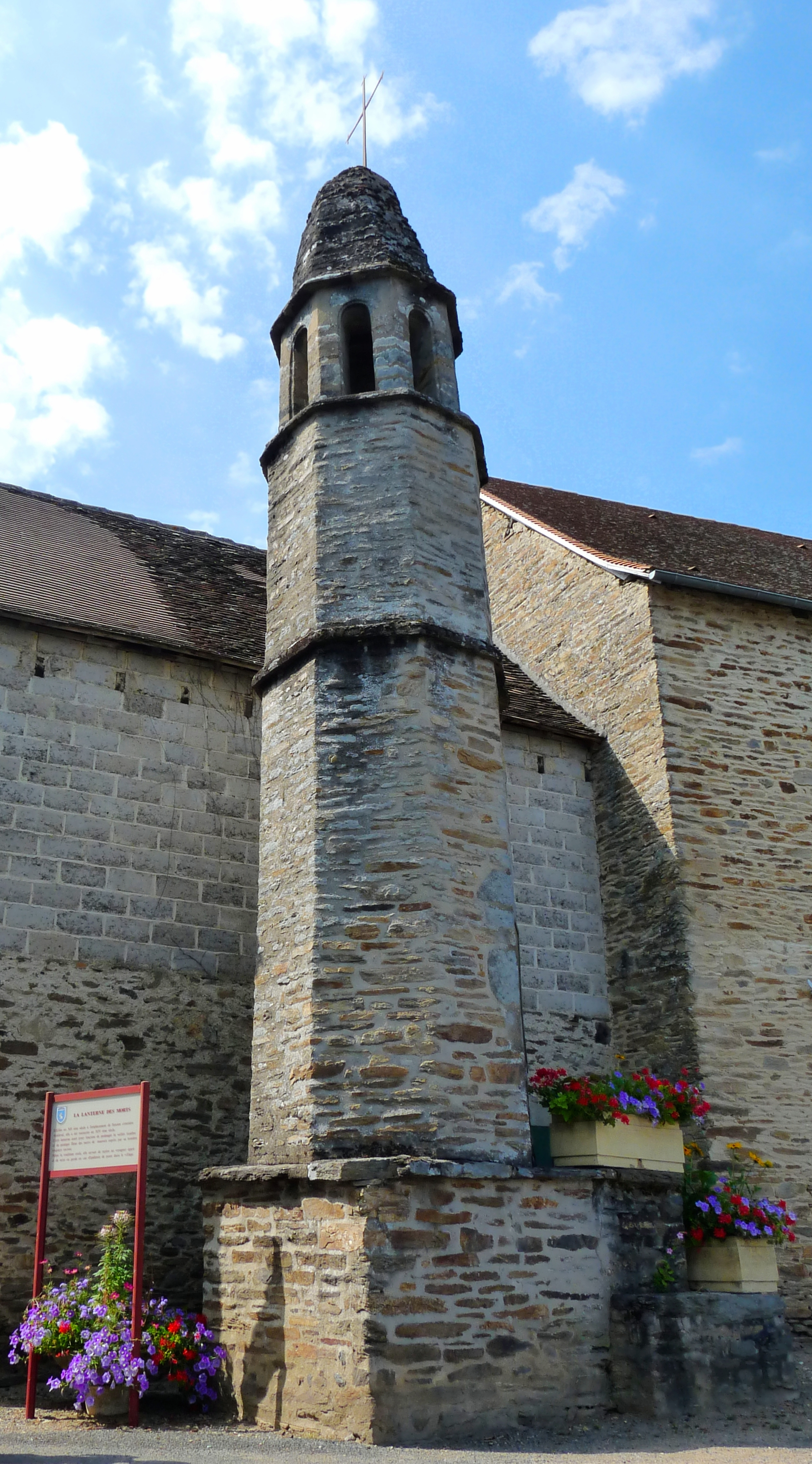
In Coussac-Bonneval